# Bogić Vujošević
Bogić Vujošević (* 5. August 1992 in Vrbas) ist ein serbisch-österreichischer Basketballspieler. Er steht seit 2024 bei SCM Timişoara unter Vertrag.

## Karriere

### Verein
Vujošević begann seine professionelle Laufbahn im Jahr 2011 bei seinem serbischen Heimatverein KK Vojvodina, für die er in 40 Spielen für durchschnittlich 12,8 Minuten zum Einsatz kam. Nach einem Jahr verließ er Vojvodina und heuerte bei BKK Radnčiki Belgrad an, wo er in 24 Spielen bereits zu 26,6 Minuten Einsatzzeit pro Spiel kam, in denen er 10,7 Punkte und 3 Assists verbuchen konnte. Zum Beginn der Saison 2013/14 wechselte er innerhalb der KLS zu KK Crnokosa Kosjerić. Als startender Aufbauspieler konnte er 10 Punkte pro Spiel erzielen. Am Ende der Saison 2013/14 meldete er sich für den NBA Draft 2014 an, bei dem der 21-jährige Vujošević nicht ausgewählt wurde, daraufhin ging er in die österreichische ABL, wo er eine Saison für die Oberwart Gunners spielte. In Oberwart sammelte er durchschnittlich 12,6 Punkte und 4,6 Vorlagen. Nach der Saison wechselte er 2015 zum BC Vienna, dort blieb er erneut nur eine Saison. 
Zur Saison 2016/17 wechselte Bogić Vujošević zu den ece Kapfenberg Bulls. Mit den Bulls errang Vujošević in seiner ersten Saison den Cupsieg. In den Playoffs um die Meisterschaft war er der tonangebende Spieler bei den Kapfenbergern, welche mit ihm nach 13 Jahren wieder einen Ligatitel einfahren konnten. Aufgrund seiner Leistungen in der Finalserie gegen die Oberwart Gunners, wurde er zum MVP der Finalspiele gekürt. Vujošević unterschrieb daraufhin einen Zweijahresvertrag bei den Bulls. Die Kapfenberg Bulls wiederholten in der nächsten Saison 2017/18 das Double aus der vorigen Spielzeit, in dem sie im Cup und Liga jeweils die Swans Gmunden bezwingen konnte. In der nächsten Saison verteidigte man den Pokalsieg erneut gegen die Swans.
Nachdem er bei den Bulls in rund vier Jahren sämtliche nationale Titel und Auszeichnungen gewonnen hatte, wechselte Bogić Vujošević am 14. Juni 2020 zum belgischen Erstligisten Okapi Aalst. 2021 kehrte er nach Wien zurück. Im Februar 2022 gewann er mit der Mannschaft den österreichischen Pokalbewerb, Ende Mai 2022 folgte der Gewinn der Meisterschaft.
2024 wechselte er zu SCM Timişoara nach Rumänien.

### Nationalmannschaft
Mitte Oktober 2019 erhielt Bogić Vujošević die österreichische Staatsbürgerschaft, womit er in der Qualifikations-Endrunde zur Europameisterschaft 2021 für die österreichische Nationalmannschaft spielberechtigt wurde.